# Vlag van Ain

Vlag van Ain

Vlag van Ain (variant)

De vlag van Ain is de niet-officiële vlag van het Franse departement Ain. Net als de meeste andere departementen van Frankrijk heeft Ain geen officiële vlag, maar wordt de hier rechts afgebeelde vlag op niet-officiële wijze gebruikt. De vlag is afgeleid van het wapen van dit departement.
De vlag is verdeeld in vier kwartieren: geel met een blauwe schuinbalk en twee zwarte leeuwen, geel met een rode leeuw en blauw met geel drie paardenremmen, blauw met drie lelies en een rode streep, en rood met een witte leeuw met een hermelijnen-patroon.
Het ontwerp is een combinatie van de vlaggen van de voormalige provincies waartoe het departement historisch behoorde: Het eerste kwartier toont de vlag van Bresse, het tweede dat van Pays de Gex, het derde dat van Dombes en het vierde dat van Bugey. Het witte kruis is afgeleid van de vlag van Bourg-en-Bresse, de hoofdstad van het departement.
De vlag is geïnspireerd op het ontwerp van het wapen dat in 1952 is voorgesteld door Robert Louis, en wordt sinds de jaren 1980 gebruikt door de Regionale Raad van Rhône-Alpes.
De variant van de vlag is geïnspireerd op het ontwerp van het wapen dat in 1983 is voorgesteld door Pierre-Henri Chaix. Ook heeft deze vlag geen officiële status.

Vlag van Bresse
Vlag van Bresse (variant)
Vlag van Pays de Gex
Vlag van Dombes
Vlag van Bugey
Vlag van Bourg-en-Bresse

Naast deze vlag is er een logovlag in gebruik.

Logovlag